# Вайт-Рок (Нью-Мексико)
Вайт-Рок (англ. White Rock) — переписна місцевість (CDP) в США, в окрузі Лос-Аламос штату Нью-Мексико. Населення — 5852 особи (2020).

## Географія
Вайт-Рок розташований за координатами 35°47′34″ пн. ш. 106°12′12″ зх. д. / 35.79278° пн. ш. 106.20333° зх. д. (35.792843, -106.203261).  За даними Бюро перепису населення США в 2010 році переписна місцевість мала площу 18,39 км², з яких 18,26 км² — суходіл та 0,12 км² — водойми.

## Демографія
Згідно з переписом 2010 року, у переписній місцевості мешкало 5725 осіб у 2286 домогосподарствах у складі 1779 родин. Густота населення становила 311 особа/км².  Було 2390 помешкань (130/км²).
Расовий склад населення:
| - 92,1 % — білих - 3,5 % — азіатів - 0,6 % — корінних американців - 0,5 % — чорних або афроамериканців - 1,3 % — осіб інших рас |

До двох чи більше рас належало 2,0 %. Частка іспаномовних становила 13,9 % від усіх жителів.
За віковим діапазоном населення розподілялося таким чином: 25,2 % — особи молодші 18 років, 57,8 % — особи у віці 18—64 років, 17,0 % — особи у віці 65 років та старші. Медіана віку мешканця становила 46,3 року. На 100 осіб жіночої статі у переписній місцевості припадало 100,6 чоловіків;  на 100 жінок у віці від 18 років та старших — 97,0 чоловіків також старших 18 років.
Середній дохід на одне домашнє господарство  становив 130 607 доларів США (медіана — 107 688), а середній дохід на одну сім'ю — 142 158 доларів (медіана — 115 903). Медіана доходів становила 103 796 доларів для чоловіків та 71 410 доларів для жінок. За межею бідності перебувало 2,6 % осіб, у тому числі 0,0 % дітей у віці до 18 років та 2,7 % осіб у віці 65 років та старших.
Цивільне працевлаштоване населення становило 2624 особи. Основні галузі зайнятості: науковці, спеціалісти, менеджери — 62,2 %, освіта, охорона здоров'я та соціальна допомога — 17,2 %, роздрібна торгівля — 6,3 %, мистецтво, розваги та відпочинок — 3,2 %.